# هوراسيس
هوراسيس مجمع تفكير دولي مستقل، مقره مدينه زيورخ في سويسرا. تأسس في عام 2005 من قبل فرانك يورجن ريختر، المدير السابق للمنتدى الاقتصادي العالمي. تعمل هوراسيس على الابتكار والتطوير في أسواق ناشئة مستدامة. اجتماع هوراسيس العالمي السنوي في كاسكايس، البرتغال هو تجمع لأصحاب الأعمال مع مسؤولين حكوميين وعلماء ومفكرين يركزون على القضايا المتعلقة بالشركات والمجتمعات.

## أنشطة
هوراسيس توفر منصة للتعاون وتبادل المعرفة، خصوصا بين البلدان المتقدمة والأسواق الناشئة. يعمل المجتمع بشكل أساسي عن طريق التعاون مع الشركات، الحكومات، والمنظمات الدولية، وغالبًا ما يكون بمثابة حاضنة لمبادرات جديدة. هذه الاجتماعات تتناوب ما بين الدول المضيفة التي تنظم الأحداث حيث الشركات المختارة تقوم بإلقاء خطابات وعروض تقديمية حول موضوعات حقيقية.
عادة ما تُعقد اجتماعات هوراسيس في بلد مضيف خارج الموقع الجغرافي للدولة "تحت التركيز". الأحداث هي وسيلة للبلدان "تحت التركيز" كضيوف (الصين والهند وجنوب شرق آسيا) لتعزيز العلاقات مع العالم وإظهار القوة الناعمة من خلال الخيار المشترك والتعاون. تُعد الاجتماعات أيضًا منبرًا للبلد المضيف للاشتراك في حوار سياسي مع البلدان المضيفة.

### المنشورات
تنشر هوراسيس تقارير تستند إلى الاجتماعات، وتساهم في مقالات افتتاحية في الصحافة الدولية وآراء الخبراء لبرامج الأخبار التلفزيونية.

### قادة الأعمال للعام
تمنح هوراسيس جائزة "قادة الأعمال لهذا العام" لرواد الأعمال الذين قاموا ببناء وقيادة الشركات العالمية الناجحة. مُنحت الجائزة لأول مرة في عام 2006. تقام مراسم توزيع الجوائز في الاجتماعات الإقليمية.

## اجتماع عالمي
اجتماع هوراسيس العالمي السنوي هو تجمع لرجال الأعمال مع المسؤولين الحكوميين، العلماء، والمثقفين. يجتمع حوالي 500 مشارك من 70 دولة كل عام لمناقشة القضايا المتعلقة بالشركات والمجتمعات. القضايا التي تظهر عادة في هذه المناقشات هي قضايا مثل النمو الاقتصادي، الابتكار، الهجرة، وعدم المساواة.
عُقد الاجتماع العالمي لأول مرة في ليفربول في عام 2016 ، ومنذ عام 2017 يُعقد سنويًا في كاسكايس، البرتغال.

## الاجتماعات الإقليمية
هوراسيس تعقد اجتماع هوراسيس الصين، اجتماع هوراسيس الهند، واجتماع هوراسيس آسيا على أساس سنوي. في عام 2017 ، عُقد اجتماع هوراسيس الصين لأول مرة في شيفيلد بالمملكة المتحدة ، وحضره أكثر من 300 رجل أعمال صيني، بما في ذلك ممثلين عن الشركات المملوكة للدولة وصناديق الاستثمار والشركات الخاصة، بالإضافة إلى نظرائهم البريطانيين. يحضر اجتماع هوراسيس الهند الدولي المئات من رجال الأعمال والسياسيين من الهند وحول العالم. استضاف اجتماع هوراسيس آسيا في عام 2017 كل من حكومة ولاية البنغال الغربية وغرفة التجارة الهندية. عُقد اجتماع هوراسيس آسيا في عامي 2018 و 2019 في مدينة بينه دونج الجديدة في مقاطعة بينه دونج بفيتنام.